# 少女義経伝・弐 〜刻を超える契り〜
『少女義経伝・弐 〜刻を超える契り〜』（しょうじょよしつねでん2 ときをこえるちぎり）は、2005年6月6日にWellMADEから発売されたPlayStation 2用恋愛シミュレーションアドベンチャーゲーム。

## 概要
本作は2003年の『少女義経伝』の続編にあたり、前作のヒロインは全員引き続き登場するほか、ミニコーナー「義経歴史講座」も継承されている。
前作からの変更点には、新ヒロインの楓の登場と、戦闘システムがまったく別のものに作り直されているところが挙げられる。また、前作では最後に主人公は元の時代に帰らねばならなかったが、本作では家族や友人と決別して鎌倉時代に残ることもできるので、エンディング数が倍増している。なお帰還を選んだ場合、新登場の楓を除いて前作の結末とまったく同じ展開となる。
特別版には麻雀ゲーム『少女義経雀』が付属した。

## ストーリー
平凡な高校2年生の主人公は、修学旅行先の京都から平安時代へとタイムスリップし、武蔵坊弁慶に成り代わって実は女の子であった源義経とともに源平合戦を戦い抜いた。
壇ノ浦の戦いの終結後に元の時代へと帰還した主人公だったが、仲間たちのことが忘れられずに日々を過ごしていた。そんな彼を見かねた友人たちの誘いで主人公は再び京都を訪れることになったのだが、宿泊先のホテルでまたしても800年前に飛ばされてしまう。
義経たちと再会を果たせたものの、時間移動のショックで記憶を失ってしまった主人公。このままでは史実どおり義経は奥州で命を落とすことになるのだが……。

## システム
本作は章立ての構成になっており、さらに各章は以下の流れで進行する。
アドベンチャーパート
一般的なアドベンチャーゲーム同様に、文章を読み進めつつ選択肢で展開を決定する。
編成パート
戦闘前に各キャラクターの能力を調整する。本作では戦闘で使用できるスキルが総数200以上用意されており、経験値を消費して習得し、装備することで効果を発揮する。
戦闘パート
クオータービュー式のシミュレーションRPG。本作の特徴としてノックバックがあり、一部の攻撃には相手を吹き飛ばして強制移動させる効果がある。ノックバックされたキャラクターは壁や他キャラクターに衝突すると追加ダメージを受ける。また、衝突されたほうも敵味方問わず負傷する。
連撃スキルを装備していれば、ノックバックされてきた敵を追い討ちでさらに吹き飛ばすことができる。ただし連撃待機中は回復や防御ができない。また、一度連撃ではじいた敵が戻ってきても再度跳ね飛ばすことはできない。
自由行動パート
各章の終わりに、ヒロインに声をかけることができる。
アドベンチャーパートや自由行動パートでの選択の結果で主人公とヒロインの仲が深まり、それによってエンディングが分岐する。

## 登場人物

### 主人公とその仲間
武蔵坊弁慶（むさしぼう べんけい）
声 : 下野紘
主人公。長身の高校2年生。何らかの力により再び平安時代に呼び出されたが、その際に以前の戦いの記憶を失ってしまった。
名前はプレイヤーが設定可能だが、ゲーム中はほぼ全編を通じて弁慶と呼ばれており、公式の名称も平安時代で名乗った「武蔵坊弁慶」となっている。
源九羅香（みなもと の くらか）
声 : 山本麻里安
源氏の大将源頼朝の妹であり、すでに女性であることは露見しているものの、その武勲から源義経を名乗ることが許されている。好奇心旺盛で活発な性格だが、家族の愛情に飢えており、兄を信じきっている。
佐藤紅葉（さとう もみじ）
声 : 中原麻衣
奥州藤原氏に仕える武家の女性だが、男装して佐藤継信を名乗っている。九羅香とは主従の立場を越えた友人の間柄。心優しくおしとやかだが、意志が強く頑固な面もある。実は病を抱えている。
静御前（しずかごぜん）
声 : 那須めぐみ
浅黒い肌をした東南アジア系の美人。異色の白拍子、舞の名人として都でも名高い。兵法に通じた軍師であるが、日常生活ではにこやかな天然ボケ。
伊勢玲奈（いせ れいな）
声 : 釘宮理恵
義賊の頭目を自称するが、実は伊勢忍軍の当主の一人娘。源氏軍の正式な一員ではなく、九羅香の従者扱い。小柄で少年のようないでたちだが、内心では女らしさにあこがれている。史実の義経四天王伊勢義盛に相当するが、その当人というわけではない。
那須与一（なす の よいち）
声 : 浅野真澄
那須家の十一女で、男装して源氏軍に加わっていた。弓の名手だが、眼鏡なしにはまともに射ることができない。口数の少ないクールな性格。
平観月（たいら の みつき）
声 : 斎藤千和
平清盛の孫娘。強大な霊力と引き換えに視力を失った身である。物静かで落ち着きがあり、達観している。
前作では敵方の姫であり、特殊な条件を満たさなければエンディングに到達できなかったが、今作では初めから味方として登場。
佐藤楓（さとう かえで）
声 : 千葉紗子
今作の新ヒロイン。男子名は佐藤忠信。紅葉の双子の妹だが、生まれてすぐに引き離されて巫女として育てられた。姉へのコンプレックスの反動で九羅香に恋愛感情じみた思慕を抱いている。九羅香に近づく男である弁慶のことは嫌い。

### 源氏
源頼朝（みなもと の よりとも）
声 : 間島淳司
源氏の頭領。平家を滅ぼした今は武家の頂点に立つ存在となったが、そのために自らの地位をおびやかしかねない妹の九羅香と対立を深めていくことに。
北条政子（ほうじょう まさこ）
声 : 高橋美佳子
頼朝の妻。今回の事件の黒幕で、弁慶を召喚した張本人。壇ノ浦に沈んだ最終兵器「三種の神機」を引き上げ、その力で頼朝の支配を磐石なものにしようともくろむ。
土佐坊昌俊（とさのぼう まさとし）
声 : 丹沢晃之
頼朝の配下。主の命を受けて九羅香討伐に乗り出す。怪力の持ち主。
梶原景時（かじわら かげとき）
声 : 河相知哉
頼朝の腹心。もともと九羅香を快く思っておらず、この時とばかりに襲撃をかける。

### その他の人物
巴御前（ともえごぜん）
声 : 若林直美
女丈夫として知られる美貌の武者。愛する木曽義仲を死に追いやった鎌倉に恨みを抱いており、九羅香たちに協力する。
藤原秀衡（ふじわら の ひでひら）
声 : 岡崎雅紘
奥州藤原氏の当主。九羅香を娘のように思っており、追われる彼女を迎え入れてくれる。
藤原泰衡（ふじわら の やすひら）
声 : 早川隆之
秀衡の息子。九羅香を邪魔者扱いしており、鎌倉の甘言に乗って父を殺してしまう。
仮面の男
声 : 石井一貴
先の戦いで観月を救うために命を落とした廉也（れんや）が政子の術で蘇った姿。その身はなかば妖魔と化しており、容赦なく九羅香を狙う。
鈴（すず）
声 : 野水伊織
戦災孤児。紅葉が面倒を見ている。
鈴木（すずき）
声 : 鈴木達央
主人公の友人の、背が高いほう。
鎌田（かまた）
声 : 渡邊龍真
主人公の友人の、眼鏡をかけているほう。2人は主人公が「修学旅行先で知り合った女の子に失恋した」と思っており、ふざけた振りをしながら気にかけている。
長野先生（ながのせんせい）
巴御前に似た美人の担任教師。今作では直接登場はしないが、やはり旅行に同行している。京都に何か思い出があるらしい。

## 少女義経雀
『少女義経雀 〜弁慶の哭きどころ〜』（しょうじょよしつねジャン べんけいのなきどころ）は、『少女義経伝・弐』特別版に同梱されたPlayStation 2用麻雀ゲームである。
本編の登場人物たちを相手取って行われる4人打ちであり、成績に応じて特別なCGを観賞できる。

## スタッフ
- 企画原案 : エイムス
- 開発 : ブリッジ、サクセス
- キャラクターデザイン : moo
- シナリオ : 栗原秀和、春日直登、田山奈美

## 主題歌
- オープニングテーマ : again
  - 作詞 : 飯塚絵理 / 作曲 : syn / 歌 : 飯塚絵理
- エンディング : sleepy
  - 作詞・作曲 : CAROW / 編曲 : KOSEIm / 歌 : CAROW

## 関連商品
- CD
  - 少女義経伝・弐  オリジナルサウンドトラック
  - CDシングル「again」
- 書籍
  - 少女義経伝・弐 〜刻を超える契り〜 ザ・コンプリートガイド（メディアワークス）